# Moralische Ökonomie
Der Begriff moralische Ökonomie (von englisch moral economy) bezeichnet von moralischen Werten getragene Wirtschaftsweisen, deren vorrangiges Prinzip die gegenseitige Unterstützung ist. Moralische Ökonomie ist kein normatives Konzept. Vielmehr handelt es sich um einen Gegenbegriff zur Politischen Ökonomie, die seit der Aufklärung mit dem Anspruch auftrat, objektive Gesetzmäßigkeiten des Wirtschaftslebens aufzuzeigen. Jenem Anspruch zufolge handeln allein diejenigen rational, die sich diesen als objektiv dargestellten Gesetzen des Marktes vor allem in Hinblick auf Löhne und Lebensmittelpreise unterwerfen. Unterschiedliche Formen moralischer Ökonomie negieren die Allgemeingültigkeit der von der Politischen Ökonomie behaupteten objektiven Wahrheiten. Sie machen dagegen typischerweise Notwendigkeiten des Überlebens oder auch des den Sitten gemäßen – also im strikten Sinne „moralisch“ guten oder akzeptablen Lebens – geltend. Vorbilder des Modells einer „moralischen Ökonomie“ sind die traditionellen Subsistenzwirtschaften früherer Kulturen oder heutiger lokaler Gemeinschaften.

## Geschichte
Den Begriff der „moral economy“ prägte 1971 der englische Sozialhistoriker Edward P. Thompson. Später wurde er auch von deutschen Historikern (z. B. Dieter Groh) und Sozialwissenschaftlern (z. B. Elmar Altvater) übernommen. Nach Thompson besteht die „moral economy“ aus Legitimitätsvorstellungen und moralischen Grundannahmen, aus denen die Unterschichten im 18. und 19. Jahrhundert ihre Motive zu Brotpreis- und Nahrungsrebellionen bezogen. Die Position dieses Ansatzes ist zentral in der Erforschung von historischen Protesten:
- Die älteste Erklärung führte solche Unruhen reaktiv auf Not und Hunger („Rebellionen des Bauches“) zurück – eine „hydraulische Sichtweise“ nennt dies der Historiker Charles Tilly.[3]
- Von 1967 stammt das Verelendungs-Integrations-Modell von Werner Conze.[4]
- Thompson betont als Antrieb für sozialen Protest die Verteidigung „traditioneller Rechte und Gebräuche“, die sich an Preisen der lebenswichtigen Güter – im 18. und 19. Jahrhundert vor allem am Brotpreis – orientieren. Er sieht diese Unruhen auch als Protest gegen die liberale Marktauffassung, die zulasse, dass aus der Not anderer Profit gezogen werde. Der Wirtschaftshistoriker Hans-Heinrich Bass bezeichnet die Thompson'sche Hypothese als Kommunikations-Aktions-Modell („im Falle einer Verletzung der ‚moralischen Grundannahmen‘ dieser Menschen über tradierte Rechte und Pflichten in einer sozial eingebundenen Ökonomie auf dem Hintergrund einer Notsituation zu direkter Aktion“).
- Unter dem Einfluss von Amartya K. Sen formuliert Bass eine Neo-Thompson'sche Hypothese.[5]

Den im Begriff der moralischen Ökonomie eingeschlossenen Begriff der Subsistenzwirtschaft hat James C. Scott 1976 in seiner Darstellung Moral Economy of the Peasant: Rebellion and Subsistence in Southeast Asia weiter entfaltet. Diese Arbeiten machen deutlich, dass sich das Konzept der moral economy als hoch anschlussfähig für Theorien sozialer Bewegungen sowie politisch-soziologische Ansätze erweist, die sich mit Protesten und Revolten beschäftigen. Ausgangspunkt ist die Überlegung Thompsons, dass „leere Mägen“, d. h. Verelendung, nicht mechanisch Protest artikulieren müssen, vielmehr entstehe Protest dann, wenn ein impliziter Sozialvertrag, eine moralische Ökonomie, von „oben“, von den herrschenden Gruppen aufgebrochen werde.
Heute wird der Begriff vielfach im Zusammenhang mit Fragen der Wirtschaftsethik, humanitärer Hilfe, der Nachhaltigkeit und Ökologieproblematik benutzt. Der Kulturwissenschaftler Nico Stehr spricht von der „Moralisierung der Märkte“. Es ist die populäre Ansicht vorherrschend, dass Moral und Wirtschaft gegensätzliche Sphären seien; entgegen der doux-commerce-These liegen Ausbeutung, Habgier, Egoismus und das berechnend-rationale Menschenbild des Homo oeconomicus gegenwärtig im Assoziationsfeld Moral und Wirtschaft. Die Moral habe die Aufgabe, die Wirtschaft zu zügeln und in die (moralisch) richtigen Bahnen zu lenken. Allerdings lässt sich diese Perspektive differenzieren, indem man darauf verweist, dass moralische Erwägungen Märkte nicht nur hemmen, sondern auch erst ermöglichen. Viviana Zelizer hat gezeigt, dass die Entstehung von Lebensversicherungsmärkten nicht aufgrund der Profitabilität dieses neuen Produktes möglich wurde, sondern erst als das Abschließen einer solchen Versicherung nicht mehr als unmoralische Wette auf den Tod, vielmehr als moralische Pflicht für die Vorsorge von Angehörigen betrachtet wurde. In ähnlicher Weise beschreiben Lynne G. Zucker oder Guido Möllering die Bedeutung von Vertrauen zwischen Produzenten, Konsumenten oder Finanzgebern für einen stabilen Ablauf wirtschaftlicher Prozesse.